# 一国党
一國黨（直译：「寶琳·韓森的一个国家」）是澳大利亚的一个极右翼政党，主要活跃于昆士兰州。
1997年，该党成立，当时取名为一个国家党（One Nation Party）。2015年6月，该党改用现名。
在2016年澳大利亚聯邦大選中，該黨在參議院选举中的得票率為4.3%。
在2016年的聯邦選舉中，該黨在參議院中對全國初選進行了4.3％（+3.8）的投票。只有昆士蘭州對該黨的民意測驗高於其全國百分比-該黨對該州的初選投票率為9.2％（+8.6）。寶琳·漢森（QLD）和另外三個州的候選人- 馬爾科姆·羅伯茨（QLD），布萊恩·伯斯頓（NSW）和羅德·庫爾頓（WA）當選參議院議員。當選為昆士蘭州第3參議院議員，按照慣例，漢森（Hanson）任期六年，而在競選活動的最後一半當選的其他三名民族參議員則被任命為三年任期。在宣布破產後，庫勒頓於2017年1月被剝奪了席位。2017年3月，高等法院裁定，由於新南威爾士州的刑事定罪，Culleton參議院的選舉無論如何均無效。在法院下令重新計票後，Culleton被西澳大利亞州名單上的第二位候選人Peter Georgiou取代。
該黨擁有強大的民族主義平台。漢森和其他黨派成員否認該黨是種族主義者。漢森說：“批評不是種族主義。在這個國家，真正的種族主義是：黑人種族主義，由於皮膚的顏色，您將在這裡得到幫助。”
該黨還譴責經濟理性主義和全球化，反映了工人階級對主要黨派所擁護的新自由主義經濟政策的不滿。採取強有力的貿易保護主義政策，一個國家黨主張恢復進口關稅，復興澳大利亞的製造業以及增加對小企業和農村部門的支持。

## 歷史

### 早期
Pauline Hanson，David Oldfield和David Ettridge於1997年組建了一個民族黨（One Nation Party）。漢森是一個認可自由黨候選人的座位奧克斯利法案，昆士蘭州在1996年聯邦選舉，而是由黨在選舉前不久，由於她在當地報紙上發表的意見是disendorsed伊普斯威奇，昆士蘭反對“種族為基礎的福利” 。
1997年，该党由保琳·漢森创建。漢森曾是澳大利亚自由党籍议员，由于发表涉及反對亞裔移民的种族主义言论被自由党开除，并以独立（无党籍）议员身份继续担任国会议员，后自组政党。
該党的主要政治纲领类似于20世纪上半叶的白澳政策，即反对有色人种（特别是亚裔）移民澳大利亚，限制有色人种的活动。此外，一个民族党不但反对移民，还反对澳大利亚原住民，认为政府扶助原住民的政策是对白人的歧视。一个民族党主张将昆士兰州乃至全澳大利亚变成纯白种人的社会。支持該党的选民多是澳洲社会的底层，如失业者、低收入劳工、孤寡老人等。这些人对社会现状不满，并将主要原因归结为有色人种移民。
1990年代末是该党的黄金时期，领袖保琳·漢森在施政演说中宣布：“我相信澳洲正有被亚裔人淹没的危险”。在她的领导下，该党在1998年聯邦大選取得了昆士兰州近一成的选票，但無任何席次。而自由黨在這次聯邦大選差點失去政權，此後自由黨開始右傾並改革移民政策。
2003年漢森因竞选舞弊被判入狱3年，被迫退出了政坛，此后一个民族党一蹶不振。之后党内又出现分裂，漢森宣布退出，另立门户参选。该党现在影响已大不如前。

### 漢森重返
2013年，漢森宣布再度加入一个民族党，并将参选2013年澳大利亚联邦大选。在一国党成員的鼓勵和公眾的支持下，2014年，漢森被一国党的行政層級重新任命為領導人。

### 2016年－2018年
2016年漢森夺得参议院一席席位，代表昆士兰州出任联邦参议员。重回政坛的一个民族党将矛头指向穆斯林移民，间或亦继续攻击亚裔及原住民士並提出反移民主張。
當選為昆士蘭州第3參議院議員，按照慣例，漢森任期六年，而在競選活動的最後一半當選的其他三名民族參議員則被任命為三年任期。在宣布破產後，庫勒頓於2017年1月被剝奪了席位。2017年3月，高等法院裁定，由於新南威爾士州的刑事定罪，Culleton的參議院選舉無論如何均無效。在法院下令重新計票後，Culleton被西澳大利亞州名單上的第二位候選人Peter Georgiou取代。
漢森（Hanson）在參議院提問時間（Senate Question Time）穿著伊斯蘭服裝時，受到廣泛的譴責，然後才呼籲在澳大利亞禁止罩袍。議會聽到了震驚的喘息聲。
澳大利亞自由黨參議員兼檢察長喬治·布蘭迪斯（George Brandis）對其譴責漢森的行徑，向國會宣布：“嘲笑該社區，將其逼入一個角落，嘲笑其宗教服裝，這是一件令人震驚的事情。我想請你對此進行反思”。布蘭迪斯參議員的回應得到了議會各方的熱烈掌聲和讚揚。
2019年3月25日，半岛电视台发布了一部纪录片《如何出售一场屠杀》（How to Sell a Massacre），该片揭露了该党向美国全国步枪协会寻求政治捐款，以换来其国会席位以推动澳大利亚枪支自由。
2019年4月30日，澳洲第九臺記者特拉西·格倫索採訪韓森，韓森表示有媒體借上述捐款醜聞一事抹黑她。

#### 2019年
在2019年的聯邦選舉中，一國黨在全國參議院的選舉中得到了5.40％的選票（比上屆+1.12％）。該黨在昆士蘭州的投票結果高於他們在參議院投票中的10.27％（+1.08％）。
2019年，一個國家的領導人鮑林·漢森聲稱家庭暴力受害者正在向家庭法院撒謊。在澳大利亞法律委員會呼籲聯邦議會調查家庭法律制度的放棄，理由是擔心正在使用的聽證會出於政治目的，破壞由婦女提出家庭暴力索賠。

## 選舉結果

### 聯邦議會
| 參議院     |           |            |            |          |     |              |
| 選舉年     | # 總得票  | % 得票比率 | # 選出席次 | # 總席次 | +/– | 註解         |
| 1998       | 1,007,439 | 8.99 (#3)  | 1 / 40     | 1 / 76   | ▲ 1 |              |
| 2001       | 644,364   | 5.54 (#4)  | 0 / 40     | 1 / 76   | ━   |              |
| 2004       | 206,455   | 1.73 (#6)  | 0 / 40     | 0 / 76   | ▼ 1 |              |
| 2007       | 52,708    | 0.42 (#13) | 0 / 40     | 0 / 76   | ━   |              |
| 2010       | 70,672    | 0.56 (#13) | 0 / 40     | 0 / 76   | ━   |              |
| 2013       | 70,851    | 0.53 (#18) | 0 / 40     | 0 / 76   | ━   |              |
| 2016 (D-D) | 593,013   | 4.28 (#4)  | 4 / 76     | 4 / 76   | ▲ 4 | 共享權力平衡 |
| 2019       | 788,203   | 5.40 (#4)  | 1 / 40     | 2 / 76   | ▼ 2 | 共享權力平衡 |

### 地方議會

#### 新南威爾斯州
| 南威爾士                                           |          |            |            |          |     |              |
| 選舉年                                             | # 總得票 | % 得票比率 | # 選出席次 | # 總席次 | +/– | 註解         |
| 1999                                               | 225,668  | 6.34 (#3)  | 1 / 21     | 1 / 42   | ▲ 1 | 共享權力平衡 |
| 政黨在2003 (參看One Nation NSW) 至2015年之間未參選 |          |            |            |          |     |              |
| 2019                                               | 306,933  | 6.92 (#4)  | 2 / 21     | 2 / 42   | ▲ 2 | 共享權力平衡 |

#### 昆士蘭州
| 立法議會 |          |            |            |          |      |              |
| 選舉年   | # 總得票 | % 得票比率 | # 選出席次 | # 總席次 | +/–  | 註解         |
| 1998     | 439,121  | 22.68 (#3) | 11 / 89    | 11 / 89  | ▲ 11 | 共享權力平衡 |
| 2001     | 179,076  | 8.69 (#4)  | 3 / 89     | 3 / 89   | ▼ 8  |              |
| 2004     | 104,980  | 4.88 (#5)  | 1 / 89     | 1 / 89   | ▼ 2  |              |
| 2006     | 13,207   | 0.60 (#6)  | 1 / 89     | 1 / 89   | ━    |              |
| 2009     | 9,038    | 0.38 (#6)  | 0 / 89     | 0 / 89   | ▼ 1  |              |
| 2012     | 2,525    | 0.10 (#6)  | 0 / 89     | 0 / 89   | ━    |              |
| 2015     | 24,111   | 0.92 (#7)  | 0 / 89     | 0 / 89   | ━    |              |
| 2017     | 371,193  | 13.73 (#3) | 1 / 93     | 1 / 93   | ▲ 1  |              |

#### 西澳州
| 立法議會 |          |            |            |          |        |              |
| 選舉年   | # 總得票 | % 得票比率 | # 選出席次 | # 總席次 | +/–    | 註解         |
| 2001     | 103,571  | 9.88 (#3)  | 3 / 34     | 3 / 34   | ▲ 3    | 共享權力平衡 |
| 2005     | 17,435   | 1.59 (#7)  | 0 / 34     | 0 / 34   | ▼ 3    |              |
| 2008     | 7,012    | 0.63 (#7)  | 0 / 36     | 0 / 36   | ━      |              |
| 2013     | 未參選   | 未參選     | 未參選     | 未參選   | 未參選 | 未參選       |
| 2017     | 110,480  | 8.19 (#4)  | 3 / 36     | 3 / 36   | ▲ 3    | 共享權力平衡 |

## 議會成員

### 當前議員

#### 联邦议会
- 參議員保琳·漢森 (昆士蘭，2016–至今) – 2016年選舉當選，2022年6月30日結束。曾是昆士蘭奧克斯利 (1997–98)的一國黨議員。
- 參議員Malcolm Roberts (昆士蘭，2016–2017，2019–至今)，於2016年選舉當選，和在2017年因為雙重國籍爭議不符資格勒令其卸任。2019年選舉再次當選。

#### 新南威尔士州
- Mark Latham MLC (2019–至今)
- Rod Roberts MLC (2019–至今)

#### 昆士兰州
- Stephen Andrew MLA (Mirani, 2017–至今)

#### 西澳州
- Colin Tincknell MLC (South West, 2017–至今)
- Robin Scott MLC (Mining and Pastoral, 2017–至今)